# To Win My Love
To Win My Love är titellåten för tv-serien Livet enligt Rosa. Moneybrother har skrivit sången och Anna Maria Espinosa sjunger. Den har också getts ut som singel med låten i flera olika versioner.

## Listplaceringar
| Lista (2005) | Topplacering |
| ------------ | ------------ |
| Sverige      | 3            |